# 限界代替率
限界代替率（げんかいだいたいりつ、MRS: Marginal Rate of Substitution）とは、ミクロ経済学において、2つの財を想定した時の主観的交換比率をいう。例えば、ある財 X, Y を想定し、X の数量をx 、Y の数量をy として、x を1単位増加させたときに効用を一定に維持するために必要なy によって表される。これは、X-Y 平面上における無差別曲線の接線の傾きの絶対値と同じである。また、財 X の限界効用を財 Y の限界効用で除したものでも表すことができる。
なお、効用関数の代わりに生産関数を用いて同様に限界代替率を定義することもあり、新古典派経済学ではこの限界代替率が逓減すると仮定する。

## 数学的表現
効用関数が{\displaystyle u=u(x,y)}で表されるとき、限界代替率は
{\displaystyle {{dy} \over {dx}}=-{{u_{x}} \over {u_{y}}}}
で表される。ここで、ux , uy はu をx またはy で偏微分したものである。
導出
u をx , y で全微分すると、
{\displaystyle du=u_{x}dx+u_{y}dy}
を得る。無差別曲線上では効用u は変化しないのでdu = 0 である。したがって次式が得られる。
{\displaystyle {{dy} \over {dx}}=-{{u_{x}} \over {u_{y}}}}